# Banmankhi
Banmankhi är en ort i Indien.   Den ligger i distriktet Purnia och delstaten Bihar, i den nordöstra delen av landet, 1 000 km öster om huvudstaden New Delhi. Banmankhi ligger 49 meter över havet och antalet invånare är 26 806.
Terrängen runt Banmankhi är mycket platt. Runt Banmankhi är det tätbefolkat, med 709 invånare per kvadratkilometer. Banmankhi är det största samhället i trakten. Trakten runt Banmankhi består till största delen av jordbruksmark.